# 타로: 일곱 장의 이야기
《타로: 일곱 장의 이야기》는 대한민국의 2024년 7월 15일 부터 공개 중인 공포 미스터리 스릴러 U+모바일tv 오리지널 드라마이다.

## 줄거리
한 순간의 선택으로 뒤틀린 타로카드의 저주에 갇혀버리는 잔혹 운명 미스터리 시리즈

## 등장 인물

### 산타의 방문
- 조여정 : 안지우 역

### 커플 매니저
- 김성태 : 민찬 역
- 함은정 : 은미 역
- 정영주 : 천명주 역

### 버려주세요
- 덱스 : 윤동인 역

### 임대 맘
- 박하선 : 영지 엄마 역
- 서유리 : 은샘 맘 역
- 신아영 : 형섭 맘 역

### 고잉 홈
- 고규필 : 고경래 역
- 이문식 : 두철 역 (특별출연)
- 박소이 : 경래 딸 역[5] (특별출연)

### 피싱
- 오유진 : 썬자 역
- 김기리 : 경태 역

### 1인용 보관함
- 서지훈 : 재윤 역
- 이주빈 : 지오 역

## 참고 사항
- 2024년 3월, 칸 국제 시리즈 페스티벌 단편 경쟁 부문에 국내 최초로 공식 초청되었다. '타로'의 에피소드 가운데 배우 조여정이 출연하는 '산타의 방문' 편이 단편 경쟁 부문에 올랐다.
- 시리즈로 공개되기에 앞서, 7개의 에피소드 중 조여정의 '산타의 방문', 고규필의 '고잉홈', 덱스의 '버려주세요' 3개의 에피소드로 이루어진 한 편의 옴니버스 영화 '타로'가 2024년 6월 14일 CGV 단독 개봉을 했다.